# Hilarion
Sveti Hilarion (Tabata, Gaza, 291. – Pafos, Cipar, 371.) bio je kršćanski svetac redovnik porijeklom iz Palestine u rimsko doba, koji je dio života proveo kao pustinjak. Po predaji, boravio je i u Hrvatskoj na području Cavtata i Župe dubrovačke. Danas se štuje u Mlinima kod Dubrovnika kao sveti Ilar.
Prema hagiografiji, studij je završio u Aleksandriji, gdje se obratio na kršćanstvo i krstio. Želeći se posvetiti asketskom životu, upoznao je svetog Antuna Pustinjaka, a potom se vratio u Palestinu gdje je, doznavši smrt svojih roditelja, sav svoj imetak darovao siromasima. Nakon što je uveo asketizam na područje oko Gaze, posvetio se monaškom životu, putujući po Rimskom Carstvu.
Hagiografska predaja svjedoči da je kao palestinski asket, prošavši Egipat, pristao u Pachinu na Siciliji i zatim ostao tri godine na otoku (možda u blizini današnje Ispice na Siciliji), gdje je potražio utočište kako bi prakticirao pustinjački život. Zatim se distancirao od toga, zbog širenja njegove popularnosti.
Pred kraj života, prema istim izvorima, stekao je slavu čudesima iscjelitelja te je od 365. godine neprekidno putovao Italijom, Hrvatskom i Ciprom, praćen od mnoštva bolesnika.
Umro je u Pafosu na otoku Cipru 371. godine.
Njegov kult trenutno ostaje ograničen na samo nekoliko lokalnih područja. Međutim, uživao je široku popularnost u srednjem vijeku do te mjere da je nekoliko samostana svoje utemeljenje pripisalo svecu.
Svetac je zaštitnik Caulonije i Sant'Ilario dello Ionio u Italiji.